# Championnat d'Italie de rink hockey 1922
Navigation
Série A 1923
L'édition 1922 du Championnat d'Italie de rink hockey est la 1re édition de cette compétition. Le championnat regroupe quatre clubs.
Le Polese remporte pour la première fois le titre.

## Équipes
- Polese
- Sempione Milano
- US Triestina
- Grion Monfalcone

## Équipe championne
- Polese: Mares, Fabbro, Policardi, Mauro, Staffetta, Paolin, Rais.

### Sources
- (it) Cet article est partiellement ou en totalité issu de l’article de Wikipédia en italien intitulé « Serie A di hockey su pista 1922 » (voir la liste des auteurs).